# باتريك إسبريت
باتريك إسبريت (بالإنجليزية: Patrick St. Esprit)‏ هو ممثل أمريكي، ولد في 21 يونيو 1955 في الولايات المتحدة.

## أعمال

### أفلام
- (2002) كنا جنودا[2]
- (2006) يونايتد 93[3]
- (2016) أنا غاضب
- (2016) قتل ريغان
- (2018) أعمال العنف

### مسلسلات
- ناركوس

## وصلات خارجية
- باتريك إسبريت على موقع IMDb (الإنجليزية)
- باتريك إسبريت على موقع قاعدة بيانات الفيلم (الإنجليزية)